# Генрі Лонгфелло
Генрі Водсворт Лонгфелло (часто Лонґфелло) (англ. Henry Wadsworth Longfellow) (27 лютого 1807, Портленд (Мен) — 24 березня 1882, Кембридж (Массачусетс)) — американський поет. Автор «Пісні про Гаявату» та інших поем і віршів..

## Біографія
Походив з давньої Йоркширської сім'ї, що переселилася в Америку у XVII ст. та жила за суворими пуританськими традиціями. Поет виховувався спочатку в маленькому місті Портленді, багато читав, захоплювався Вашингтоном Ірвінгом і під його впливом став писати вірші. Університетську освіту Лонгфелло отримав у Боудін-коледжі у Брансвіку і після річного перебування в Європі став професором нових мов спочатку в Брансвіку, потім у Гарвардському університеті; склав цілий ряд цінних курсів з європейської літератури, видав кілька перекладів з іспанської, розповів свої подорожні враження в книзі «Outre-Mer».
З кінця 1830-х років він цілком віддався поезії. Один із перших віршів «Псалом життю» відразу зробив його популярним; у 1839 р. з'явився перший збірник його віршів «Голоси ночі» («Voices of the night»), а потім великий автобіографічний роман «Гіперіон», який, щоправда, не мав успіху. Потім вийшли друком інші ліричні збірки: «Балади та інші вірші» (1841), яка містила знамениті вірші «Excelsior», «Poems on slavery» (1842) та інші. У русі на користь звільнення афроамериканців 1840-х років Лонгфелло брав набагато меншу участь, ніж інші американські поети, наприклад, Вітьєр і Лоуелл. Співчуваючи аболіціоністам, але не маючи змоги допомогти їм активними діями, він висловив своє співчуття лише кількома художніми піснями про невільників.
Від ліричної поезії Лонгфелло перейшов до створення епічних поем національно-американського характеру. Такою є, перш за все, «Євангеліна» (1847), пасторальна поема з історії депортації перших французьких вихідців в Америці, вона одразу зробила Лонгфелло національним поетом і до початку XX століття залишалася однією з настільних книг кожної американської родини. Тим же національним характером відрізняються «Courtship of Miles Standish» (1858), де поет надихається переказами про британських предків сучасних американців, і «Пісня про Гаявату» (1855), поема з побуту індіанців Північної Америки. Цими поемами Лонгфелло досяг вершини літературної слави; всі його подальші збірки «Tales of the wayside Inn» (1863), «Three books of song» (1872), «Golden legend», «Birds of Passage», «Ultima Thule» та багато інших знаходили схвальний відгук у критики та публіки, так само як його переклади творів італійських, французьких та німецьких поетів. Вихований у дусі європейських літератур, пройнятий поезією Вордсворта та інших англійських лейкістів, Лонгфелло в перших ліричних збірках пересадив англійський спокійний, ідилічний романтизм на американський ґрунт.
У ліричних збірках Лонгфелло чергуються бадьорі і меланхолійні мотиви: у «Псалмі життю» він проповідує активний, оптимістичний ідеал життя, в «Footsteps of Angels» співає гімн примирення з ударами долі. «Excelsior» — один з найпопулярніших віршів Лонгфелло — звеличує безмежність прагнень до недосяжного ідеалу, а в мелодійному «Hymn of the night» поет молить лише про тимчасове забуття від страждань, оспівуючи ніч. Крім названих ліричних творів Лонгфелло, до найкращих його віршів належать деякі з пісень невільників (особливо «The Slave's Dream»), «The Arrow and the Song», «The Village Blacksmith».
У епічних поемах Лонгфелло відчувається прагнення створити нову національну поезію, відтворити красу незайманих лісів, наївну простоту населення, його прості почуття і цілісні характери. «Evangeline» навіяна поемою «Герман і Доротея» Ґете. Дівчина, розлучена з коханим через несправедливе вигнання їхніх сімей з рідної землі, самотнє і сумне життя розлучених хлопця й дівчини, їхні подвиги у служінні стражденним співвітчизникам, їх зустріч у шпиталі, коли в помираючому Габріелеві, Євангеліна, тепер сестра милосердя, впізнає коханого друга своєї юності — такий сюжет поеми, прекрасної, головним чином, окремими епізодами, описами побуту та дикої природи, а також вдалим вживанням гекзаметра.
У поемі «Пісня про Гаявату» Лонгфелло виклав легенди, що панували серед північноамериканських індіанців, за словами автора, твір можна назвати «індіанською Еддою». Сам розмір, обраний Лонгфелло як наслідування фінської Калевали, дуже підходить до змісту поеми, яка більш, ніж все інше, написане Лонгфелло, втілила дух американського народу. «The Courtship of Miles Standish» гідно завершує серію національних поем, відтворювати звичаї і почуття пуритан в першу епоху їхнього американської життя. Лонгфелло, завдяки своїм великим літературним знанням, надихався нерідко і загальноєвропейськими сюжетами, особливо середньовічними легендами. Такі «Golden Legend», «The Spanish Student», деякі з поеми «Tales of a Wayside Inn» та інші. З його численних перекладів особливо чудовим є переклад дантівської «Божественної комедії», який, незважаючи на відсутність рим, є в достатній мірі художнім та точним перекладом визначного твору великого флорентійця. 
Ранній український переклад поезії Генрі Лонгфелло здійснив Павло Грабовський, опублікований у збірці «Доля» 1897 року, а знаменита «Пісня про Гаявату» має кілька перекладів на українську мову.